# ヤングプラザ午前3時
『ヤングプラザ午前3時』（やんぐぷらざごぜんさんじ）は、1978年4月9日-1981年4月5日まで、毎週土曜日の深夜にTBSラジオで生放送されていたラジオ番組。

## 出演者
- 1978年4月 - 1979年9月 : 阿部敏郎[1]
- 1979年10月 - 1981年3月 : 豊島たづみ[2]

## 放送時間
- 毎週土曜日 27:00 - 29:00

## コーナー
豊島たづみ時代
- 一言インフォメーション
  - リスナーの伝言板とコンサート情報を伝える。
- 名作傑作No.1
  - 歌手の楽曲のベスト3を決める。
- わたしの愉快な仲間たち
  - 豊島と交流がある歌手をゲストに招き、トークと歌を披露する[3]。
- がんばれタブチ
  - 当時阪神タイガースから西武ライオンズに移籍したばかりの野球選手・田淵幸一に関する面白い投稿を紹介。テーマ曲にはクイーンの曲『キラー・クイーン』の「がんば～れタブチ」と聞こえる部分を使っていた[4]。
- この他、当時豊島が好きだったという千代の富士（当時は主に前頭）を応援するコーナー、泉麻人が「チャラチャラ歌謡評論家」と称して出演し、アイドルなどの曲の知る人ぞ知るとされたB面曲などを紹介しながらしゃべるコーナーなどがあった[4]。

## ネット局
- 信越放送
- 山陽放送
- RKB毎日放送
- 琉球放送